# Отображение Шварца — Кристоффеля
Теорема Шварца — Кристоффеля — теорема в теории функций комплексного переменного, носит название немецких математиков Карла Шварца и Элвина Кристоффеля.

## Формулировка
Предположим, что {\displaystyle P\subset \mathbb {C} } — некоторый {\displaystyle n}-угольник, а функция {\displaystyle f} осуществляет конформное отображение {\displaystyle {\mathbb {H} }^{+}} на {\displaystyle P}. Тогда {\displaystyle f} можно представить в виде
{\displaystyle f(z)=C_{1}\int \limits _{0}^{z}\prod _{k=1}^{n}(\zeta -a_{k})^{\alpha _{k}-1}d\zeta +C_{2}},
где {\displaystyle a_{1},\dots ,a_{n}} — прообразы вершин {\displaystyle P} на вещественной оси, также называемые акцессорными параметрами, {\displaystyle \alpha _{1},\dots ,\alpha _{n}} — радианные меры соответствующих внутренних углов, деленные на {\displaystyle \pi } (то есть, развернутый угол соответствует нулевой степени), а {\displaystyle C_{1}} и {\displaystyle C_{2}} — комплексные константы, определяющие поворот, растяжение и сдвиг. Интеграл в правой части имеет собственное название — его называют интегралом Шварца — Кристоффеля I рода.
В случае, если прообраз одной из вершин многоугольника находится в бесконечности, то формула немного видоизменяется. Если {\displaystyle n}-ая вершина имеет своим прообразом бесконечно удалённую точку, то формула будет иметь вид
{\displaystyle f(z)=C_{1}\int \limits _{0}^{z}\prod _{k=1}^{n-1}(\zeta -a_{k})^{\alpha _{k}-1}d\zeta +C_{2}},
то есть множитель, соответствующий этой вершине, будет просто отсутствовать. Такой интеграл будет интегралом Шварца — Кристоффеля II рода.
Трудность использования этих формул состоит в том, что точки {\displaystyle a_{1},\dots ,a_{n}}, как и акцессорные параметры, в общем случае неизвестны. Для их вычисления обычно на многоугольник накладываются какие-то дополнительные нормировки, либо вычисление производится приближённо (что применяется на практике).

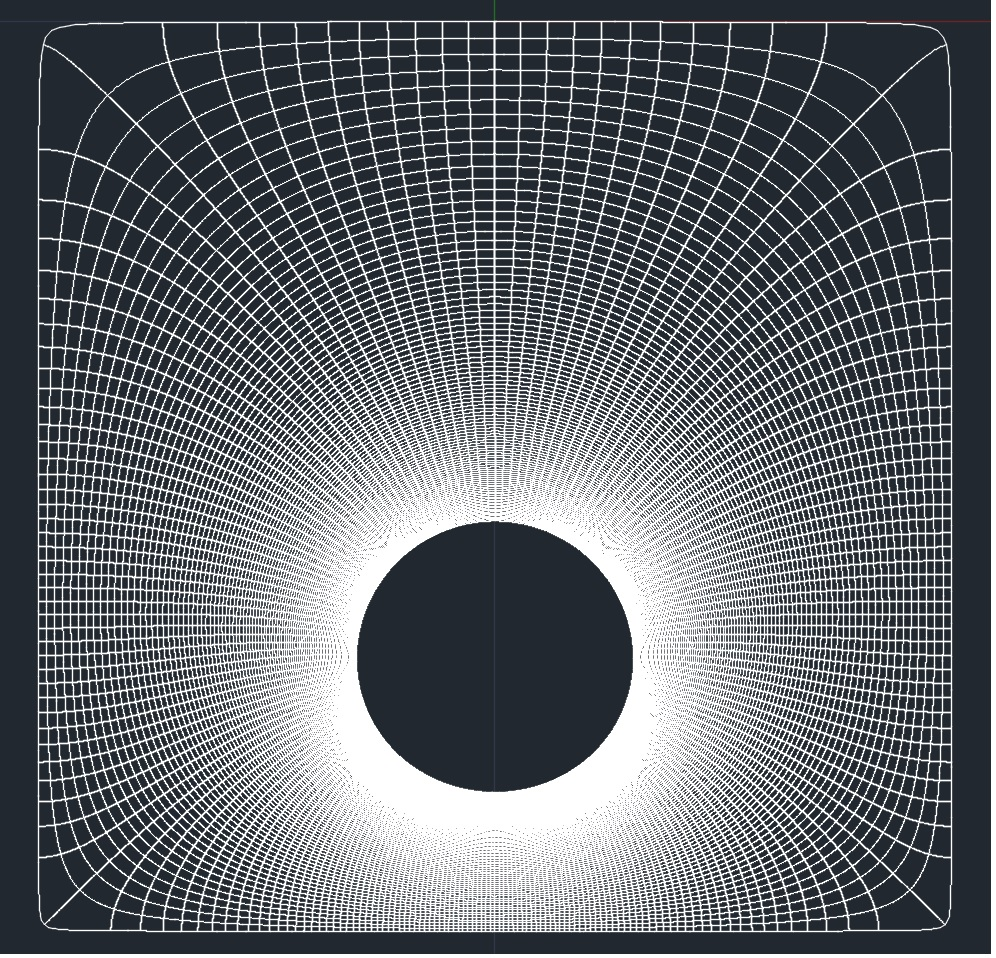
Интеграл Шварца-Кристоффеля
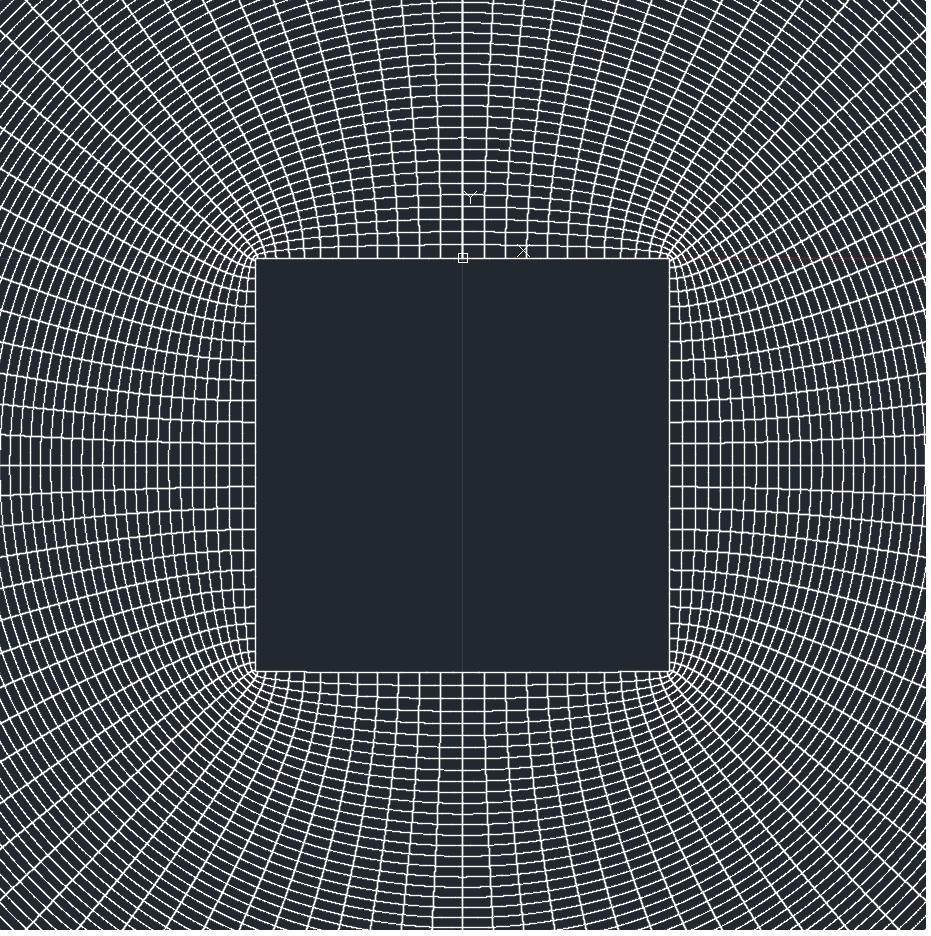
Интеграл Шварца-Кристоффеля
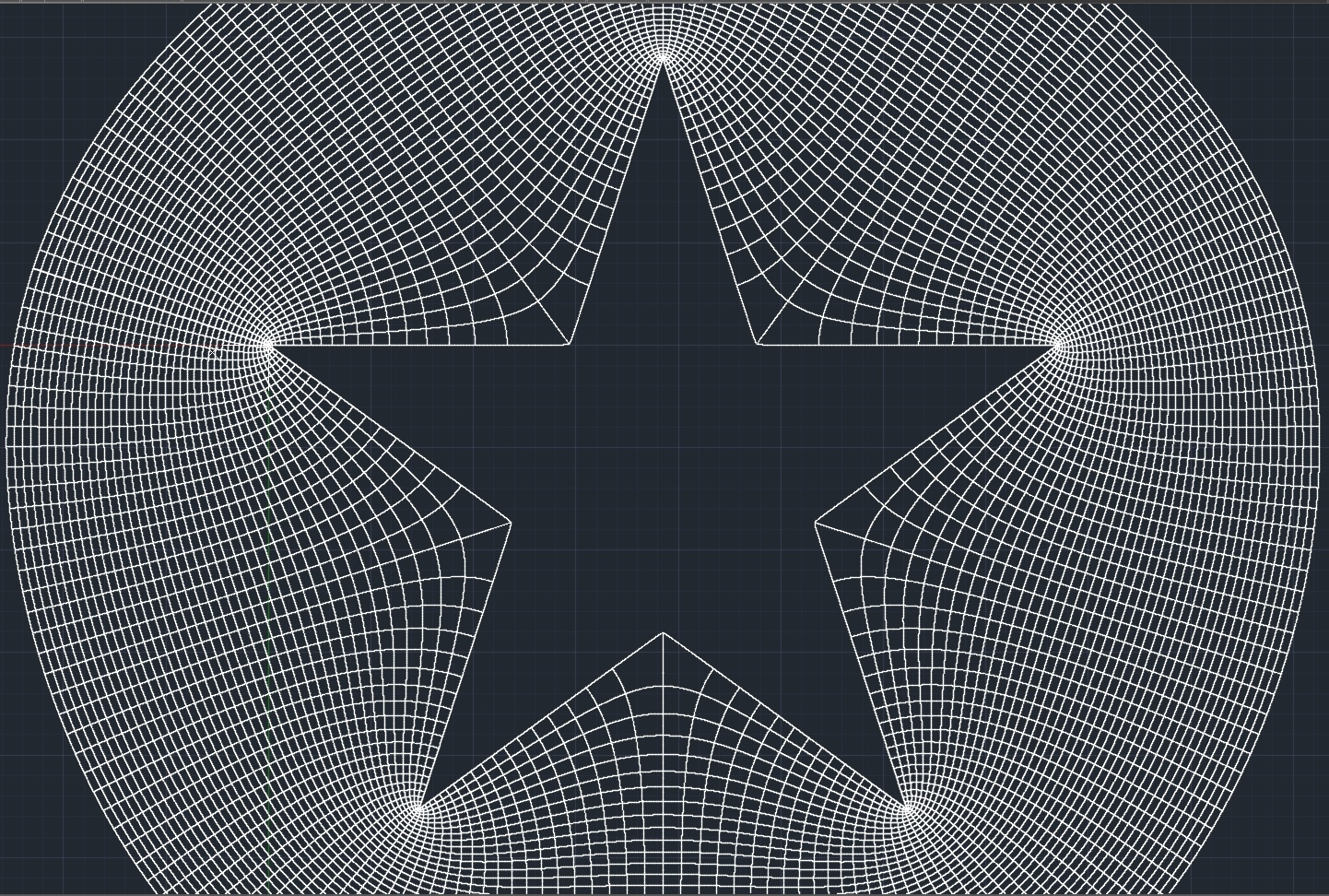
Звезда интеграл Шварца-Кристоффеля
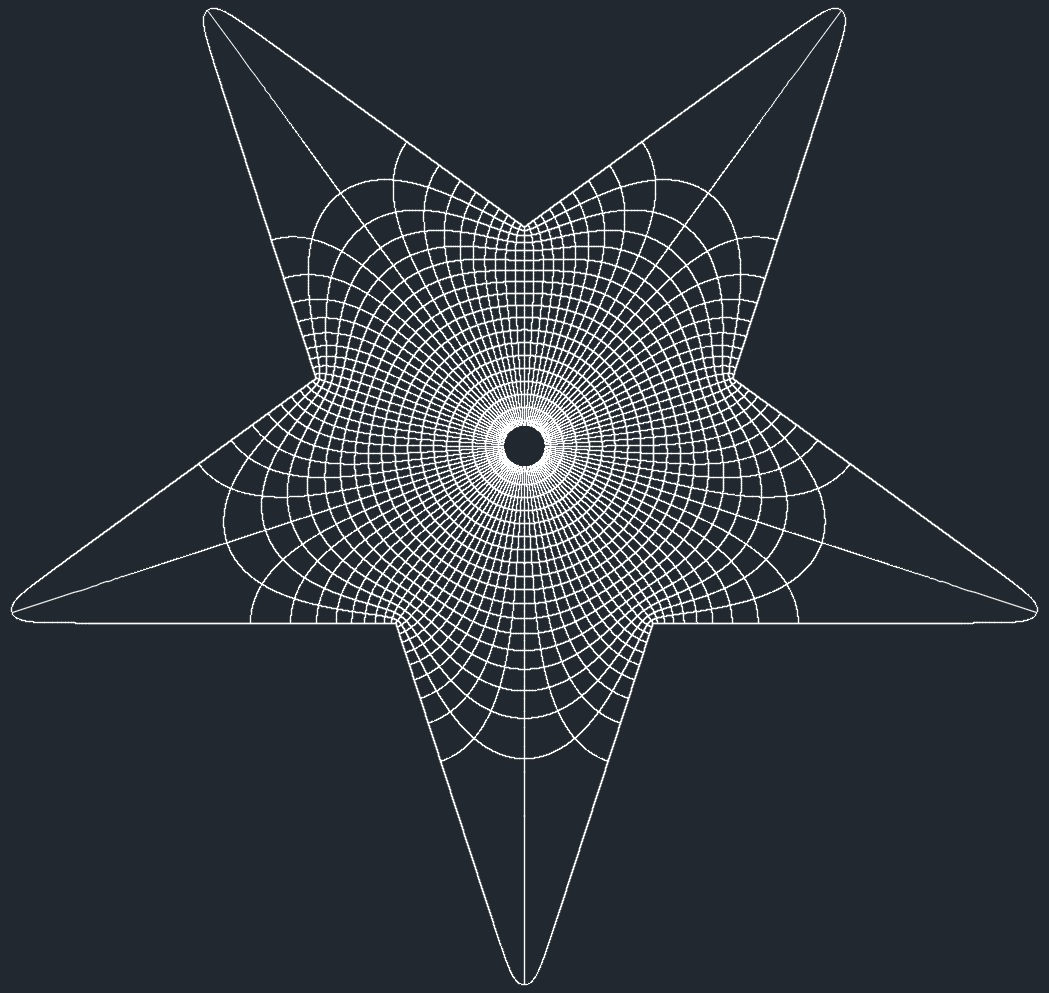
Звезда внутри интеграл Шварца-Кристоффеля